# Porto-da-Paz (arrondissement)
Porto-da-Paz (em francês:  Port-de-Paix; em crioulo haitiano:  Podpè) é um arrondissement do Haiti, situado no departamento do Noroeste. De acordo com o censo de 2003, Port-de-Paix tem uma população total de 189.690 habitantes.

## Comunas
O arrondissement de Porto-da-Paz é composto por quatro comunas.
- Bassin-Bleu
- Chansolme
- La Tortue (Tortuga)
- Porto-da-Paz